# پرگوها
پرگوها (نام علمی: Lalage) یک سرده از پرندگان گنجشک‌سان وابسته به خانواده کوکوسنگ‌چشمان است که بسیاری از آنها معمولاً به عنوان بلندآواها شناخته می‌شوند. حدود ۱۸ گونه وجود دارد که در جنوب آسیا و استرالیا و چندین گونه در جزایر اقیانوس آرام وجود دارند. آنها عمدتاً از حشرات و میوه‌ها تغذیه می‌کنند. آنها یک لانه فنجانی در بالای درخت می‌سازند.
آنها پرندگان نسبتاً کوچکی هستند، حدود ۱۵ تا ۲۰ سانتی‌متر طول دارند. آنها عمدتاً سیاه، خاکستری و سفید رنگ هستند.